# Аталанское муниципальное образование
Аталанское муниципальное образование — муниципальное образование со статусом сельского поселения в 
Усть-Удинском районе Иркутской области России. Административный центр — Аталанка.

## Демография
По результатам Всероссийской переписи населения 2010 года 
численность населения муниципального образования составила 252 человека, в том числе 130 мужчин и 122 женщины.

## Населенные пункты
В состав муниципального образования входят населённые пункты
- Аталанка[2]